# Liste des baillis de Guernesey
Voici la liste des baillis de Guernesey depuis 1270 : 

## XIIIesiècle
- Hugh de Trubleville, (1270-1277)
- Guillaume de St Remi, (1278-1281)
- Renault de Ashwell, (1282-1287)
- Guillaume de St Remi, (1288-1291)
- Guillaume de St Remi, (1292-1296)
- Sir Nicholas de Cheney, (1297)
- Pierre Le Marchant, (1298)
- Radulphus de Gand, (1299)

## XIVesiècle
- Robert Comberwell, (1300)
- Radulph de Haverland, (1301)
- John de Newent, (1302)
- Radulphus Gaultier, (1303)
- Pierre Le Marchant, (1304)
- Massey de la Court, (1305-1309)
- James de Vinchelez, (1310)
- Robert Le Gay, (1311-1312)
- Gaultier de la Hogue, (1313-1314)
- Massey de la Court, (1315-1316)
- Pierre Le Marchant, (1317)
- Massey de la Court, (1318)
- Robert Le Gay, (1319)
- Radulphus Gaultier, (1320)
- John Le Marchant, (1321)
- James de Vinchelez, (1322)
- William Le Petit, (1323)
- Guillaume de Souslemont, (1324)
- William Le Petit, (1325)
- Pierre de Garis, (1326)
- Henry de St Martin, (1327)
- Radulphus Le Gay, (1328)
- Radulphus Cokerel, (1329)
- Geoffrey de la Hogue, (1330)
- Thomas d'Esterfield, (1331)
- Radulphus Le Gay, (1332-1339)
- Jean de la Lande (1340-1346)
- Jean de la Lande (1347-1356)
- John Le Marchant (1357-1383)
- John Nicholas (1384-1386)
- Gervais de Clermont (1387-1411)

## XVesiècle
- James Cocquerel (1412-1432)
- Thomas de la Court (1433-1445)
- John Henry (1446-1447)
- Guillaume Cartier (1447-1465)
- Thomas de la Court (1466-1469)
- Pierre de Beauvoir (1470-1479)
- Edmund de Cheney (1480-1481)
- Nicholas Fouaschin (1481-1482)
- John Blondel (1483-1498)
- John Martin (1499-1510)

## XVIesiècle
- James Guille (1511-1537)
- Thomas Compton (1538-1544)
- John Haryvell (1545-1549)
- Hellier Gosselin (1549-1562)
- Thomas Compton (1562-1570)
- Guillaume de Beauvoir (1571-1581)
- Thomas Wigmore (1581-1588)
- Louis de Vic (1588-1600)

## XVIIesiècle
- Amice de Carteret (1601-1631)
- Jean de Quetteville (1631-1643)
- Pierre de Beauvoir (1644-1651,1652-1653,1656-1660)
- Amias Andros (1661-1674)
- Edmund Andros (1674-1713)

## XVIIIesiècle
- Jean de Sausmarez (1714-1728)
- Josué Le Marchant (1728-1751)
- Eleazar Le Marchant (1752-1758)
- Samuel Bonamy (1758-1771)
- William Le Marchant (1771-1800)

## XIXesiècle
- Robert Porrett Le Marchant (1800-1810)
- Peter De Havilland (1810-1821)
- Daniel De Lisle Brock (1821-1843)
- Jean Guille (1843-1845)
- Peter Stafford Carey (1845-1883)
- John de Havilland Utermarck (1883-1884)
- Edgar McCulloch (1884-1895)
- Sir Thomas Godfrey Carey Kt., LL.D.

## XXesiècle
- Henry Alexander Giffard (1902-1908)
- William Carey (1908-1915)
- Edward Chepmell Ozanne (1915-1922)
- Havilland Walter de Sausmarez (1922-1929)
- Arthur William Bell (1929-1935)
- Victor Gosselin Carey (1935-1946)
- Ambrose Sherwill (1946-1959)
- William Arnold (1959-1973)
- John Loveridge (1973-1982)
- Charles Frossard (1982-1992)
- Graham Martyn Dorey (1992-1999)
- Carey de Vic (1999-2005)

## XXIesiècle
- Geoffrey Rowland (2005-2012)
- Richard Collas (2012-2020)
- Richard McMahon (depuis 2020)